# Breviterebra
Breviterebra is een geslacht van insecten uit de orde vliesvleugeligen (Hymenoptera) en de familie Ichneumonidae.

## Soort
- B. laticlypeata Kusigemati, 1982